# Bythinoplectus gloydi
Bythinoplectus gloydi är en skalbaggsart som beskrevs av Park 1949. Bythinoplectus gloydi ingår i släktet Bythinoplectus och familjen kortvingar. Inga underarter finns listade i Catalogue of Life.